# Pod stopy krzyża

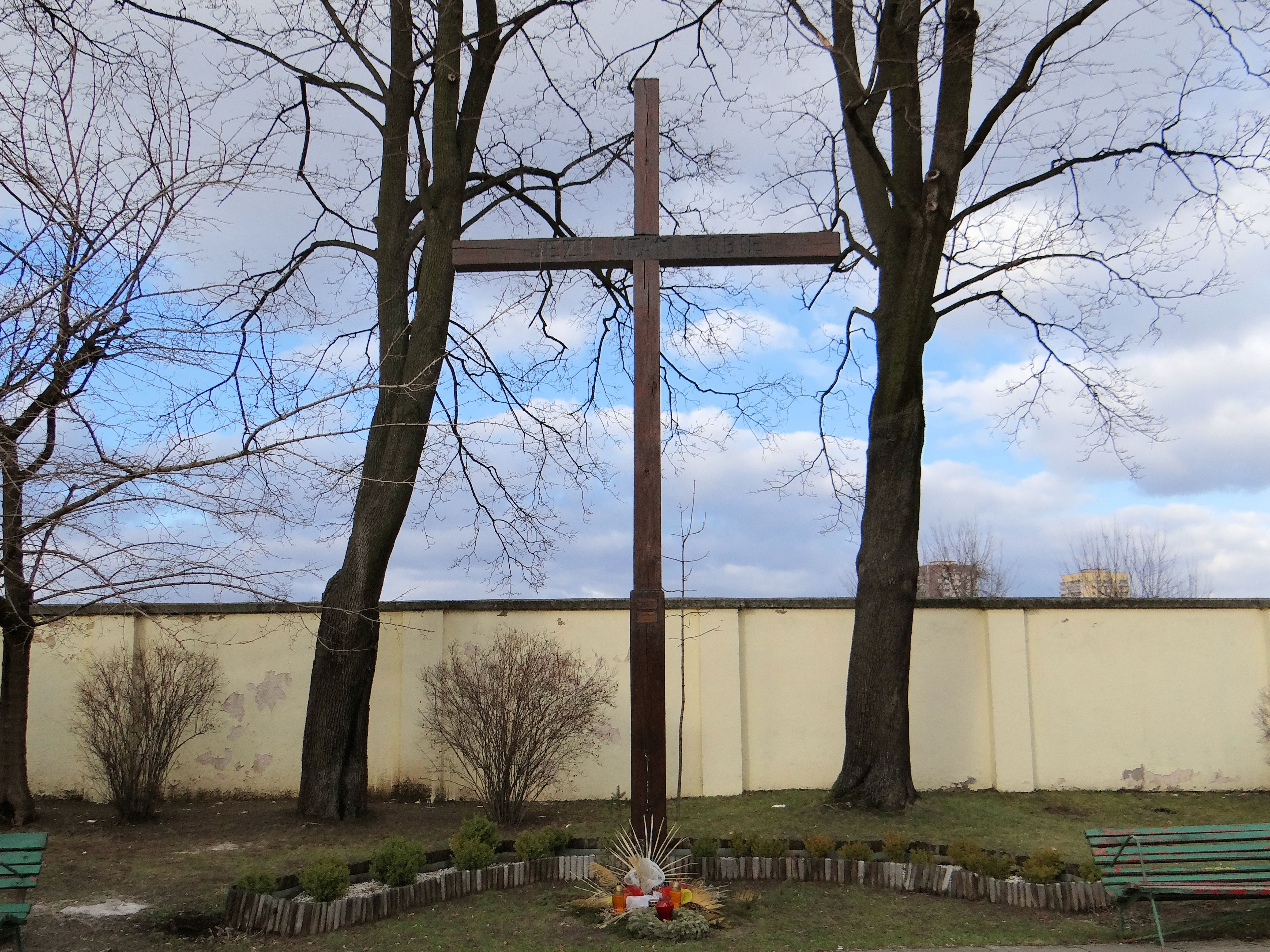
Krzyż misyjny przed Kościołem Matki Bożej Królowej Polski Zgromadzenia Księży Marianów na Żoliborzu w Warszawie

Pod stopy krzyża – wiersz Adama Asnyka. Utwór ten wyraża duchowy przełom poety. Jest monologiem w formie modlitwy skierowanej do Chrystusa. Składa się z szesnastu zwrotek sześciowersowych. Został napisany klasyczną sekstyną, czyli strofą rymowaną ababcc, składającą się z wersów jedenastozgłoskowych. Poeta często sięgał po tę formę. Należy ona zresztą do najpopularniejszych polskich form zwrotkowych. Wykorzystał ją między innymi w wierszach Rodzinnemu miastu i Fantazja ludów.

Dużo cierpiałem... lecz koniec się zbliża.
Z uspokojeniem po przebytej męce
Pójdę, o Chryste, do stóp twego krzyża
Wyciągnąć znowu z utęsknieniem ręce
I witać ciszę zachodzącej zorzy,
Która mnie w prochu u stóp twych położy!